# Замогилье (Гдовский район)
Замогилье — деревня в Гдовском районе Псковской области России. Входит в состав Спицинской волости Гдовского района.
Расположена у побережья Чудского озера, в 2 км к северу от волостного центра Спицино и в 28 км к югу от Гдова.

## Население
Численность населения деревни на 2000 год составляет 54 человека. В 2012 года, местное население составляет 39 человек. В летний период(отпуска) более ста человек проживает на территории деревни.

## История[источникне указан 3987 дней]
Дата основания деревни Замогилье неизвестна, впервые она встречается на карте Шелонской пятины по писцовым книгам1498-1576, расположенная в 22,5 верстах к Югу от города Гдова по почтовому тракту «Гдов – Псков». Название деревни, скорее всего, произошло вследствие близости курганного могильника XI – XIII века, находящегося в 900 метрах Северо-Западнее деревни.
Первые статистические сведения о деревне приводятся в алфавитном списке селений, по уездам и станам Санкт-Петербургской губернии, согласно этим данным в деревне расположено 22 двора, проживает 66 душ, принадлежит деревня Гг. Ждановым, расположена она по почтовому тракту в 22 верстах от уездного города и в 35 верстах от центра стана. Каких либо иных сведений не приводится. Согласно описанию Санкт-Петербургской губернии по уездам и станам, статистической информации о деревне не приводится, но можно установить, что Гг. Жданова – Жданова Наталья, майорша. Спустя 12 лет, в 1864 году, приводятся обновленные, более точные данные. По обновленным данным, деревня Замогилье так же является дворянским владением, расположена при Чудском озере на почтовом тракте в 22 верстах от города Гдова, в деревне находится 30 дворов и проживает 212 человек, из них 102 – мужского пола и 110 – женского.
В деревне была расположена почтовая станция, скорее всего, имеется в виду не почтовое отделение, а конюшни для содержания почтовых лошадей. Несмотря на оккупацию деревни во время Великой Отечественной войны, конюшни сохранились по сей день.